# Promozione Umbria 1956-1957
La Promozione fu il massimo campionato regionale di calcio disputato in Umbria nella stagione 1956-1957.

## Squadre partecipanti
| Squadra                             | Città (provincia)                       | Stagione 1955-56                                     |
| ----------------------------------- | --------------------------------------- | ---------------------------------------------------- |
| Angelana                            | Santa Maria degli Angeli di Assisi (PG) | 5° in Promozione Umbria                              |
| G.C.G. Grifo Perugia                | Perugia                                 | 11° in Promozione Umbria                             |
| Gualdo                              | Gualdo Tadino (PG)                      | 7° in Promozione Umbria                              |
| Gubbio                              | Gubbio (PG)                             | 2° in Promozione Umbria                              |
| Libertas Virgilio Maroso            | Terni                                   | 1° in Prima Divisione Umbria/B, promossa             |
| Narnese                             | Narni (TR)                              | 9° in Promozione Umbria                              |
| Orvietana                           | Orvieto (TR)                            | 7° in Promozione Umbria                              |
| Tiberis                             | Umbertide (PG)                          | 12° in Promozione Umbria, retrocessa e poi ripescata |
| Todi                                | Todi (PG)                               | 4° in Promozione Umbria                              |
| Trasimeno Sez. Calcio "Remo Zenobi" | Castiglione del Lago (PG)               | 5° in Promozione Umbria                              |
| Umbertide                           | Umbertide (PG)                          | 18° in IV Serie/F, retrocesso                        |
| Virtus Spoleto                      | Spoleto (PG)                            | 3° in Promozione Umbria                              |

## Classifica finale
|  | Pos. | Squadra                  | Pt | G  | V  | N | P  | GF | GS | DR |
|  | ---- | ------------------------ | -- | -- | -- | - | -- | -- | -- | -- |
|  | 1.   | Virtus Spoleto           | 39 | 22 |    |   |    |    |    |    |
|  | 2.   | Trasimeno                | 36 | 22 |    |   |    |    |    |    |
|  | 3.   | Gubbio                   | 33 | 22 |    |   |    |    |    |    |
|  | 4.   | Gualdo                   | 24 | 22 |    |   |    |    |    |    |
|  | 4.   | Todi                     | 24 | 22 |    |   |    |    |    |    |
|  | 6.   | Narnese                  | 21 | 22 | 10 | 1 | 11 | 40 | 34 | +6 |
|  | 7.   | Angelana                 | 20 | 22 |    |   |    |    |    |    |
|  | 8.   | Orvietana (-1)           | 19 | 22 |    |   |    |    |    |    |
|  | 9.   | Libertas Virgilio Maroso | 17 | 22 |    |   |    |    |    |    |
|  | 10.  | G.C.G. Grifo Perugia     | 10 | 22 |    |   |    |    |    |    |
|  | 11.  | Tiberis                  | 8  | 22 |    |   |    |    |    |    |
|  | 12.  | Umbertide                | 7  | 22 |    |   |    |    |    |    |

Legenda:

      Promossa nel  Campionato Interregionale Seconda Categoria 1957-1958.
      Retrocessa in Prima Divisione Umbria 1957-1958.
Regolamento:

Due punti a vittoria, uno a pareggio, zero a sconfitta.
Note:

La Trasimeno Sez. Calcio "Remo Zenobi" è stata esclusa e radiata per inattività.
L'Orvietana ha scontato 1 punto di penalizzazione.